# Anneli Saaristo
Terttu Anneli Orvokki Saaristo, conhecida no meio artístico finlandês como Anneli Saaristo  (15 de fevereiro de 1949,  Jokioinen, região de Taváscia Própria) é uma cantora e atriz  finlandesa  que ficou conhecida no resto da Europa por ter participado no  Festival Eurovisão da Canção 1989. 

## Início de carreira
Saaristo durante a década de 1970 cantou em várias competições e trabalhou como cantora de orquestra de dança em vários shows. O seu primeiro álbum foi lançado em 1980.  

## Festival Eurovisão da Canção
Saaristo fe a sua primeira participação na final finlandesa para o Festival Eurovisão da Canção em 1978 com o tema "Sinun kanssasi, sinua ilman", que terminou em quarto lugar.  Fez uma segunda tentativa em 1984 com a canção  "Sä liian paljon vaadit" que terminou em terceiro lugar. Saaristo conseguiu finalmente ir à Eurovisão em 1989, quando a canção  "La dolce vita" foi escolhida para representar a Finlândia no  Festival Eurovisão da Canção 1989, que teve lugar em  Lausana, Suíça em 6 de maio desse ano.  A canção com um som e ambiente mediterrânico, apesar de ser cantado em finlandês   "La dolce vita" terminou em sétimo lugar entre 22 participantes, conseguindo para a Finlândia a melhor classificação em 14 anos e a segunda melhor classificação para a Finlândia até essa altura.

## Carreira posterior
Saaristo manteve a sua popularidade na Finlândia e desde 1980 gravou 18 álbuns,  o mais recente é de 2012 Kissan mieli.
Como atriz, em  2005 Anneli Saaristo entrou no filme histórico  Kaksipäisen kotkan varjossa (tradução  livre em língua  portuguesa  "Sombra da águia" baseada na versão inglesa da Wikipédia "Shadow of the Eagle") com  Mikko Leppilampi, Helena Vierikko e  Vesa-Matti Loiri.

## Discografia

### Álbuns
- Aina aika rakkauden (1980)
- Elän hetkessä (1984)
- Näin jäätiin henkiin (1985)
- Tuuli, laivat ja laulu (1987)
- La dolce vita (1989)
- Appelsiinipuita aavikkoon (1992)
- Kypsän naisen blues (1995)
- Helminauha (1999)
- Kaksi sielua (2004)
- Uskalla rakastaa (2009)
- Kissan mieli (2012)

### Compilações de vários artistas
- Kolme iloista rosvoa: Kasper, Jesper ja Joonatan (1979)
- Lauluja (1982)
- Miten enkeleitä vietellään (1989)
- Federico Garcia Lorca (1998)
- Rakkauden kiertokulku" (álbum ao vivo) (2001)
- Kaksipäisen kotkan varjossa – Elokuvan laulut (2005) (banda sonora)

## Ligações exterras
- «Sítio oficial» (em finlandês - inclui a discografia da cantora)